# Centaurea microptilon
Centaurea microptilon là một loài thực vật có hoa trong họ Cúc. Loài này được (Godr.) Godr. & Gren. mô tả khoa học đầu tiên năm 1850.